# Kapit
Kapit (cyr. Капит) – wieś w Serbii, w okręgu jablanickim, w gminie Medveđa. W 2011 roku liczyła 41 mieszkańców.